# Vanessa Marques
Pour les articles homonymes, voir Marques (homonymie).
Vanessa Marques, née le 12 avril 1996, est une footballeuse internationale portugaise qui joue au poste de Milieu de terrain, elle est surnommée "Princesa" ou encore "Princesinha". En 2019, elle joue pour le club portugais du SC Braga.

## Biographie
Née en France elle commence à jouer au football vers quatre ans, dans la rue, avec sa sœur aînée, son frère cadet ainsi que des amis. À la suite du retour de ses parents au Portugal, elle débute en club au Caçadores das Taipas, où elle joue dans des équipes mixtes.
Lors de la saison 2018-2019, Vanessa Marques, après avoir remporté la Supertaça Feminina Allianz, face au Sporting CP, est élue en mai 2019, par le syndicat des joueurs portugais, la meilleure joueuse du championnat de football féminin. Une distinction qu'elle ajoute à celle de la meilleure buteuse de la saison. Les jeunes canonnières remportent le Nacional Feminino BPI, lors du match du titre Vanessa Marques termine la saison par un coup du chapeau, face à son ancien club, le Vilaverdense FC.

## Statistiques

### En club
| Saison                | Club                  | Championnat               | Championnat | Championnat | Coupe(s) nationale(s) | Coupe(s) nationale(s) | Compétition(s) continentale(s) | Compétition(s) continentale(s) | Compétition(s) continentale(s) | Sélection | Sélection | Sélection | Total | Total |
| Saison                | Club                  | Division                  | M.          | B.          | M.                    | B.                    | Comp.                          | M.                             | B.                             | Équipe    | M.        | B.        | M.    | B.    |
| 2011-2012             | Vilaverdense FC       | Nacional Feminino         | 2           | 1           | -                     | -                     | -                              | 0                              | 0                              | U19       | 9         | 2         | 11    | 3     |
| 2012-2013             | Vilaverdense FC       | Nacional Feminino         | 6           | 5           | 1                     | 1                     | -                              | 0                              | 0                              | U19 & A   | 12        | 4         | 19    | 10    |
| 2013-2014             | Vilaverdense FC       | Nacional Feminino         | -           | -           | -                     | -                     | -                              | 0                              | 0                              | A         | 8         | 1         | 8     | 1     |
| Sous-total            | Sous-total            | Sous-total                | 8           | 6           | 1                     | 1                     | -                              | 0                              | 0                              | -         | 29        | 7         | 38    | 14    |
| 2014-2015             | Valadares Gaia FC     | Nacional Feminino         | -           | -           | -                     | -                     | -                              | 0                              | 0                              | A         | 7         | 1         | 7     | 1     |
| 2015-2016             | Valadares Gaia FC     | Nacional Feminino Allianz | 7           | 9           | 1                     | 0                     | -                              | 0                              | 0                              | A         | 13        | 0         | 21    | 9     |
| Sous-total            | Sous-total            | Sous-total                | 7           | 9           | 1                     | 0                     | -                              | 0                              | 0                              | -         | 20        | 1         | 28    | 10    |
| 2016-2017             | SC Braga              | Nacional Feminino Allianz | 12          | 14          | 2                     | 2                     | -                              | 0                              | 0                              | A         | 7         | 0         | 21    | 16    |
| 2017-2018             | SC Braga              | Nacional Feminino Allianz | 21          | 18          | 7                     | 1                     | -                              | 0                              | 0                              | A         | 14        | 5         | 42    | 24    |
| 2018-2019             | SC Braga              | Nacional Feminino BPI     | 21          | 29          | 6                     | 2                     | -                              | 0                              | 0                              | A         | 14        | 2         | 41    | 33    |
| 2019-2020             | SC Braga              | Nacional Feminino BPI     | 13          | 7           | 7                     | 2                     | LDC                            | 5                              | 3                              | A         | 5         | 0         | 30    | 12    |
| Sous-total            | Sous-total            | Sous-total                | 67          | 68          | 22                    | 7                     | -                              | 5                              | 3                              | -         | 40        | 7         | 134   | 85    |
| 2020-2021             | Ferencváros TC        | Női NB I                  | 17          | 5           | 0                     | 0                     | -                              | 0                              | 0                              | A         | 2         | 0         | 19    | 5     |
| Sous-total            | Sous-total            | Sous-total                | 17          | 5           | 0                     | 0                     | -                              | 0                              | 0                              | -         | 2         | 0         | 19    | 5     |
| 2021-2022             | SC Braga              | Liga BPI                  | 7           | 9           | 3                     | 8                     | -                              | 0                              | 0                              | A         | 6         | 1         | 16    | 18    |
| 2022-2023             | SC Braga              | Liga BPI                  | 21          | 6           | 9                     | 1                     | -                              | 0                              | 0                              | A         | 5         | 2         | 35    | 9     |
| Sous-total            | Sous-total            | Sous-total                | 28          | 15          | 12                    | 9                     | -                              | 0                              | 0                              | -         | 11        | 3         | 51    | 27    |
| 2023-2024             | FC Famalicão          | Liga BPI                  | 7           | 0           | 5                     | 1                     | -                              | 0                              | 0                              | -         | 0         | 0         | 12    | 1     |
| Sous-total            | Sous-total            | Sous-total                | 7           | 0           | 5                     | 1                     | -                              | 0                              | 0                              | -         | 0         | 0         | 12    | 1     |
| 2023-2024             | Racing Power FC       | Liga BPI                  | 7           | 2           | 4                     | 0                     | -                              | 0                              | 0                              | -         | 0         | 0         | 11    | 2     |
| Sous-total            | Sous-total            | Sous-total                | 7           | 2           | 4                     | 0                     | -                              | 0                              | 0                              | -         | 0         | 0         | 11    | 2     |
| Total sur la carrière | Total sur la carrière | Total sur la carrière     | 141         | 105         | 45                    | 18                    | -                              | 5                              | 3                              |           | 101       | 18        | 292   | 144   |

Statistiques actualisées le 29 mars 2024

#### Matchs disputés en coupes continentales
Elle débute les compétitions européennes durant la saison 2019-2020. Titulaire et capitaine de l'équipe du SC Braga, pendant la Ligue des champions 2019-2020, elle participe aux 5 rencontres, marquant 3 buts. Son premier but est marqué à la 37e minute face au SK Sturm Graz, ce but est aussi le premier du SC Braga en coupes européennes.
| Matchs | Date              | Stade                               | Adversaire          | Résultat | Minutes | Compétition         | Buts | Tour                   | Club     |
| ------ | ----------------- | ----------------------------------- | ------------------- | -------- | ------- | ------------------- | ---- | ---------------------- | -------- |
| 1      | 7 août 2019       | NSB Arkādija, Riga                  | SK Sturm Graz       | 2 – 0    | 90 min  | Ligue des champions | 1    | Phase de qualification | SC Braga |
| 2      | 10 août 2019      | NSB Arkādija, Riga                  | Apollon Limassol    | 0 – 1    | 90 min  | Ligue des champions | 0    | Phase de qualification | SC Braga |
| 3      | 13 août 2019      | NSB Arkādija, Riga                  | Rīgas FS            | 0 – 8    | 90 min  | Ligue des champions | 2    | Phase de qualification | SC Braga |
| 4      | 12 septembre 2019 | Estádio Municipal 1º de Maio, Braga | Paris Saint-Germain | 0 – 7    | 90 min  | Ligue des champions | 0    | Seizièmes de finale    | SC Braga |
| 5      | 26 septembre 2019 | Stade Jean-Bouin, Paris             | Paris Saint-Germain | 0 – 0    | 90 min  | Ligue des champions | 0    | Seizièmes de finale    | SC Braga |

### En sélection nationale
Sa première internationalisation en sélection U19 est à l'age de 14 ans. Puis à 16 ans, elle joue déjà pour l’équipe A. Lors de la rencontre opposant le Portugal au Danemark, le 19 septembre 2012, elle est titulaire et joue la quasi-totalité de la rencontre, remplacée par Melissa Antunes, à la 87e minute.
Lors de l'Algarve Cup 2018, elle marque le but de la victoire face à la sélection australienne, qui permet au Portugal d'accéder à la 3e place du tournoi, ce qui est le meilleur classement jamais réalisé par la sélection lusophone.
| Matches officiels de Vanessa Marques en sélections portugaises | Matches officiels de Vanessa Marques en sélections portugaises | Matches officiels de Vanessa Marques en sélections portugaises | Matches officiels de Vanessa Marques en sélections portugaises | Matches officiels de Vanessa Marques en sélections portugaises |
| Club                                                           | V.                                                             | N.                                                             | D.                                                             | Buts                                                           |
| -------------------------------------------------------------- | -------------------------------------------------------------- | -------------------------------------------------------------- | -------------------------------------------------------------- | -------------------------------------------------------------- |
| Portugal U19 (31 matchs: 30,10 %) (Incomplet)                  | 9 (52,94 %)                                                    | 2 (11,76 %)                                                    | 6 (35,30 %)                                                    | 19 (67,86 %)                                                   |
| Portugal A (72 matchs: 69,90 %)                                | 24 (33,33 %)                                                   | 15 (20,83 %)                                                   | 33 (45,84 %)                                                   | 9 (32,14 %)                                                    |
| Total (Incomplet)                                              | 33 (37,08 %)                                                   | 17 (19,10 %)                                                   | 39 (43,82%)                                                    | 28                                                             |

## Palmarès

### Avec leValadares Gaia FC
- Vice-championne du Campeonato Nacional en 2014-2015
- Finaliste de la Taça de Portugal Allianz en 2015-2016

### Avec leSC Braga
- Vainqueur du Nacional Feminino BPI en 2018-2019
- Vainqueur de la Supertaça Feminina Allianz en 2018-2019
- Vice-championne du Nacional Feminino Allianz en 2016-2017 et 2017-2018
- Finaliste de la Taça de Portugal Allianz en 2016-2017 et 2017-2018
- Finaliste de la Supertaça Feminina Allianz en 2017-2018 et 2019-2020